# Venda (volk)
De Venda, Bavenda of Bawenda zijn een Bantoevolk in Zuidelijk Afrika. Zij leven voornamelijk in de Zuid-Afrikaanse provincie Limpopo en in Zimbabwe en zijn verwant aan de Shona, die in Zimbabwe een groot deel van de bevolking vormen. Gedurende de tijd van de apartheid werden Venda ondergebracht in het thuisland Venda. De Venda spreken de taal Venda.
De Venda maakten deel uit van de volksverhuizing van Bantoevolken naar het zuiden. Ze vestigden zich tegen de 17e eeuw in delen van het huidige Zimbabwe.

## Cultuur

### Overgangsritueel
De mannen van de Venda doen, vanaf een leeftijd van 8 jaar en ouder, aan musangwe. Dit is een vorm van boksen met blote vuisten. Het is bedoeld als methode om pijn te leren weerstaan en de jongens voor te bereiden op de uitdagingen in het leven.
Bij de meisjes is de 'slangendans' dan weer bekend.

### Mythologie
Volgens de Venda kwamen hun stamvaderen voort uit een slang. Tharu kwam in de oude tijd in beweging op een uitgedroogde berghelling. Tharu verdeelde zich in een kop en een staart: Thoho (de kop) en Tshamutshila (de staart). Kop en staart gingen gescheiden op zoek naar eten. Tshamutshila, die in een vruchtbare streek terecht kwam, werd de stamvader van de Venda en noemde zich Ramabulana. Thoho kwam in een droge streek uit en voorzag in zijn onderhoud als rondtrekkend minstreel. Op een dag kwam Thoho bij de Vendastad waar Ramabulana vorst was. Ramabulana's vrouwen bewonderden de muziek die Thoho maakte en kregen de vorst zo ver dichtbij te komen. Wat Ramabulana, die zijn broer herkende, al vreesde, gebeurde. De twee broers werden weer een: kop en staart sloten zich aaneen als de oerpython Tharu. Tharu verdween en werd nooit meer gezien. De zonen van Ramabulana betwistten elkaar de troon en gingen elk met hun clan een eigen weg. Zo begon de trek van de Venda.

## Bekende personen
De huidige president (sinds 2018) van Zuid-Afrika Cyril Ramaphosa (*1952) wordt tot de Venda gerekend.
Afrikaners · Anglo-Afrikanen · Aziaten (Chinezen en Indiërs) · Basotho · Griekwa · Kaap-Maleiers · Kleurlingen · Khoisan · Pedi · Tsonga · Swazi · Tswana · Venda · Xhosa · Zoeloes · Zuid-Ndebele